# Университет Майами
Университет Майами (англ. The University of Miami, неформальные названия — UM, U of M, U Miami, Miami) — частный исследовательский университет в США, основанный в 1925 году. Основной кампус расположен в Корал-Гейблс, Флорида.
Медицинская школа (вместе с больницей) расположена в центре Майами, а океанические исследовательские подразделения — в Вирджиния-Ки (англ. Virginia Key).
В 2010 году в университете в 12 колледжах (включая медицинскую школу, школу права и школу по изучению океанографии) училось 15.629 студентов на 115 бакалаврских, 108 магистерских, 53 докторских (из которых 49 — исследовательских и 4 профессиональных) программах.
Бюджет университета на 2010−2011 учебный год составлял $2,5 млрд. (из которых $1,7 млрд. — бюджет медицинских подразделений), в том числе на исследования — $338,9 млн. Целевой капитал (эндаумент) на конец 2010 финансового года составил $618,2 млн.
В 2024 году в университете обучалось 19 852 студента по более чем 350 академическим программам.
Основной кампус в Корал-Гейблс занимает площадь 240 акров (0,97 км²) и расположен в семи милях (11 км) к юго-западу от центра Майами. Является 69-м по величине исследовательским университетом страны с годовыми исследовательскими расходами в 492 миллиона долларов (по данным 2024 года).
На 2024 год в университете насчитывается 235 013 выпускников из 50 штатов и 174 зарубежных стран.
Спортивные команды университета носят название «Miami Hurricanes». Команды соревнуются в первом дивизионе Национальной ассоциации студенческого спорта. С 1983 года футбольная команда выиграла пять национальных чемпионатов, а бейсбольная — четыре (с 1982 года).

## Выпускники
- Алессандра Мейер-Вёльден — немецкая модель, актриса, дизайнер ювелирных украшений.
- Дуэйн Джонсон — американский рестлер, актёр, кинопродюсер
- Михаил Саакашвили — грузинский и украинский государственный и политический деятель.
- Уоррен Самуэльс — американский учёный-экономист, историк экономической мысли.
- Бэрри, Рик — американский профессиональный баскетболист